# 炎の孕ませ同級生
『炎の孕ませ同級生』（ほのおのはらませどうきゅうせい）は、株式会社テックアーツのブランド・SQUEEZより2007年9月21日に発売されたアダルトゲームソフト。

## 概要
あらすじ
ごく普通の学園生活を送っていた主人公の加我見和也は、女子生徒たちの身体測定を覗き見ておっぱいに性的興奮を覚える。その時、ふと従兄（前作『炎の孕ませ転校生』の主人公）がクラスメイト全員を妊娠させたことを思い出し、自分も同じ伝説を作ってやると考えるのであった。
ゲームシステム
基本的には前作と変わらず、各ヒロインのイベントを起こしつつ攻略していき、全員の攻略完了でゲームクリアとなる。また、本作にはある特定の条件を満たすことで発生する「称号」というシステムがあるが、一部の進行の参考にはなるもののコンプリートしても何も起こらない要素である。
備考
SQUEEZ公式サイトで行われた人気投票で上位に入ったキャラが同ブランドの後の作品に登場しており、1回目に1位を取った遠山明日香がファンディスクの『炎の孕ませ俺の嫁おっぱい乳双+』、2回目の人気投票で上位3位に入った海老原舞、遠山明日香、伊豆苗芽依理は『炎の孕ませおっぱい乳同級生』に、『炎の孕ませおっぱい身体測定』で原画を担当したゆいびの原画によって再登場している。
2008年から2009年にかけてDVD全2巻でアダルトアニメ化された。

## 登場人物
あかねと蘭子を除くヒロインたちはグループ分けされており、リーダーは他のメンバー全員を攻略するまで攻略できない。ただし、寮生グループはあかねがリーダー扱いのため、誰からでも攻略可能となっている。
加我見 和也（かがみ かずや）
本作の主人公。前作の主人公・田上辰也の従弟。
普通の学生だったが、クラスメイトの女子に興奮を覚え全員を孕ませるという目標を持つことになる。

### メインヒロイン
奈々宮 あかね（ななみや あかね）
声：かわしまりの
主人公たちの住む学生寮の管理人の娘。口より先に手が出るタイプで、エッチなことを考える主人公を何度も吹っ飛ばすことになる。蘭子を含む全員を攻略して初めて攻略可能な真のラスボス的存在である。個別エンドがあるヒロインその1。
来栖川 蘭子（くるすがわ らんこ）
声：かわしまりの
学園にも出資しているグループのお嬢様。学園の生徒会長でもある。負けず嫌いで、自分がナンバーワンでないと気が済まない。あかね以外の全員を攻略を終えないと攻略不可能だが、個別エンドはない。

### 寮生グループ
北守 千尋（きたもり ちひろ）
声：未来羽
主人公を気にかけてくれる心やさしい女の子。あかねの親友で、暴走しがちなあかねを止める役割も担っている。個別エンドがあるヒロインその2。
海老原 舞（えびはら まい）
声：青葉りんご
学園寮寮長を務める、礼儀作法にうるさい女の子。お姉さんぶるタイプ。
ミーシャ＝イヴァシュコア
声：桜川未央
ロシアからの留学生。人懐っこい性格だが、やや子供っぽいところもある。

### 奈月グループ
水戸部 奈月（みとべ なつき）
声：青川ナガレ
奈月グループリーダー。「水戸部流」という剣術の使い手。ふとしたことがきっかけで主人公を慕うことになる。
忍野 かすみ（おしの かすみ）
声：萌原ぷりん
忍術修行中の女の子。だが、見かけによらずミーハー。しばしば、主人公をめぐって奈月と衝突している。
月芝 愛（つきしば あい）
声：藤森ゆき奈
月芝素子という科学者が作ったロボット。起動して初めて目撃した男性が主人公のため、主人公を父と認識している。
宮前 未亜（みやまえ みあ）
声：桃井いちご
助けてもらった恩返しに主人公のもとにやってきたネコ。天真爛漫な性格。主人公以外の人間は正体に気づいていないため、ばれないよう主人公が気をもんでいる。
伊豆苗 芽依理（いずなえ めいり）
声：未来羽
学園内に店舗を構えるメイド喫茶「はっぴーふるむーん」のウェイトレス。元来きつい性格のうえツンデレのため、主人公への接し方は非常に厳しい。

### 真綾グループ
瑞乃 真綾（みずの まあや）
声：広森なずな
真綾グループリーダー。常にポジティブシンキングな、反省を知らない女の子。手品を得意とするが、常に周囲への被害を出すため、恐れられている。
味方 洋子（あじかた ようこ）
声：桜川未央
料理好きな中華料理店の娘。料理店の娘だけあって手さばきは良いが、見た目と味が伴わないことが多い。
習志野 勇実（ならしの いさみ）
声：桃井いちご
ミリタリー研究会所属だが、やや臆病な女の子。虫が大嫌いで、虫一匹の駆除のために兵器を持ち出すこともある。
楠 こずえ（くすのき こずえ）
声：萌原ぷりん
なのはの親友。クイズが大好きで、彼女を攻略するにはクイズイベントをクリアしなければならない。
穂村 なのは（ほむら なのは）
声：青葉りんご
こずえの親友。会話が苦手で、どうしても伝えたいことがある時は筆談をしてくる。

### 薫グループ
西園寺 薫（さいおんじ かおる）
声：むつき
薫グループリーダー。クラスの学級委員長を務める物静かな女の子。まじめな性格で、冗談は苦手。父親は主人公と自分のクラスの担任。
遠山 明日香（とおやま あすか）
声：青川ナガレ
主人公のことを想う幼馴染。主人公に胸を揉まれ続けた結果巨乳化した。主人公との結婚を夢見ている。メインヒロインに置いたスピンオフ作品である『炎の孕ませ俺の嫁おっぱい乳双+』が製作され、人気投票でも2度にわたり首位に輝くなど、同シリーズ屈指の人気を誇る。
江口 のん（えぐち のん）
声：かわしまりの
おとなしい性格で人見知りするタイプ。新体操部所属だが、よくドジるため、失敗が多い。
浅井 莉梨（あさい りり）
声：藤森ゆき奈
ほんわか天然系の女の子。水泳部所属だが、水が苦手で潜ることすらままならない。ただし、浮き輪を使えばものすごいスピードを出す実力はある。
姫川 育代（ひめかわ いくよ）
声：広森なずな
クラスの保健委員を務める女の子。だが、怖いものが苦手でよく気絶するため、介護される立場のほうが多い。

## スタッフ
アダルトゲーム版
- 企画：TOMO、唐子ニコフ
- 原画：空色月色
- シナリオ：伊藤海、骸坊主
- 音楽：abc-dex

アダルトアニメ版
- 原作：SQUEEZ
- 監督：雷火剣
- プロデューサー：村上幸太郎
- 演出：咲坂守
- 脚本：クンフー・ハッケイ
- 作画監督：カラクリ芝生
- 製作・発売・販売：ミルキーズピクチャーズ

## シリーズ作品
- 炎の孕ませ転校生
- 炎の孕ませ人生 〜あの頃に戻って孕ませナイト〜
- 炎の孕ませおっぱい身体測定
- 炎の孕ませ俺の嫁おっぱい乳双+